# Росс-Лейк (тауншип)
Росс-Лейк (англ. Ross Lake) — тауншип в округе Кроу-Уинг, Миннесота, США. На 2000 год его население составило 134 человека.

## География
По данным Бюро переписи населения США площадь тауншипа составляет 93,8 км², из которых 86,4 км² занимает суша, а 7,4 км² — вода (7,87 %).

## Демография
По данным переписи населения 2000 года здесь находились 134 человека, 69 домохозяйств и 44 семьи. Плотность населения —  1,6 чел./км². На территории тауншипа расположено 326 построек со средней плотностью 3,8 построек на один квадратный километр. Расовый состав населения: 97,76 % белых, 1,49 % афроамериканцев и 0,75 % приходится на две или более других рас. Испанцы или латиноамериканцы любой расы составляли 0,75 % от популяции тауншипа.
Из 69 домохозяйств в 10,1 % воспитывались дети до 18 лет, в 60,9 % проживали супружеские пары, в 1,4 % проживали незамужние женщины и в 36,2 % домохозяйств проживали несемейные люди. 31,9 % домохозяйств состояли из одного человека, при том 15,9 % из — одиноких пожилых людей старше 65 лет. Средний размер домохозяйства — 1,94, а семьи — 2,41 человека.
11,2 % населения — младше 18 лет, 2,2 % — в возрасте от 18 до 24 лет, 18,7 % — от 25 до 44, 35,1 % — от 45 до 64, и 32,8 % — старше 65 лет. Средний возраст — 59 лет. На каждые 100 женщин приходилось 116,1 мужчин. На каждые 100 женщин старше 18 приходилось 112,5 мужчин.
Средний годовой доход домохозяйства составлял 32 500 долларов, а средний годовой доход семьи —  38 438 долларов. Средний доход мужчин —  31 875  долларов, в то время как у женщин — 36 250. Доход на душу населения составил 15 906 долларов. За чертой бедности не находилась ни одна семья и 2,7 % всего населения тауншипа.